# Concordia Maritime
Concordia Maritime AB är ett internationellt tankrederi med huvudkontor i Göteborg. Fokus ligger på säkra, hållbara och tillförlitliga transporter av förädlade oljeprodukter, kemikalier och vegetabiliska oljor. Concordia Maritimes B-aktie var sedan 1984 noterad på Nasdaq Stockholm och avnoterades från börsen med sista handelsdag 2024-02-06. Huvudägare är Stena Sessan AB. 

## En del av Stena Sfären
Concordia Maritime har nära kopplingar, operativa såväl som ägarmässiga, till Stenasfären. Med cirka 20 000 medarbetare verksamma över hela världen är Stena Sfären idag en av Sveriges största familjeägda företagsgrupper. Verksamheten spänner över bland annat sjöfart, återvinning, fastigheter och finans. 

## Flottan
Concordia Maritimes produkttankflotta består av ett produkttankfartyg av P-MAX-typ – Stena Polaris. 

### P-MAX
Ryggraden i flottan utgörs av de tio P-MAX-fartygen. I fartygen förenas transportekonomi och flexibilitet med säkerhet av högsta klass. Konceptet utvecklades ursprungligen tillsammans med ledande olje- och gasföretag för att tillgodose ett behov av att kunna trafikera grunda vatten och hamnar med mer last än motsvarande fartyg i samma storleksklass. För att göra detta möjligt har P-MAX-fartygen gjorts avsevärt bredare än traditionella MR-fartyg. Den ökade volymen gör att de kan transportera upp till 30 procent mer last, vilket gör att de kan konkurrera om laster i både MR- och panamaxsegmenten.